# Salou Ibrahim
Salou Ibrahim (* 29. Mai 1979 in Kumasi, Ghana) ist ein ehemaliger ghanaisch-belgischer Fußballspieler. 

## Karriere
In seiner Heimat spielte Ibrahim in der Jugend für die King Faisal Babes aus Accra. Mit 19 Jahren kam er nach Deutschland, wo er zwei Jahre lang in Hamburg für den TuS Wandsbek 1881 spielte. Ab 2000 war er in Belgien aktiv. Er spielte in der dritten Liga für den KFC Turnhout. Nach Lizenzproblemen folgten der Zwangsabstieg in die vierte Klasse und die Umbenennung des Vereins in KV Turnhout. Aber nach nur einem Jahr stieg der ghanaische Stürmer mit dem Verein 2003 wieder auf, woran er mit 10 Toren in 16 Spielen großen Anteil hatte. Das folgende Jahr verlief ebenfalls sehr erfolgreich für Salou und nach 16 Saisontoren wurde Zweitligist KV Kortrijk auf ihn aufmerksam und verpflichtete ihn für die Saison 2004/2005.
Mit dem Wechsel in die höchste belgische Spielklasse hat Salou Ibrahim auch die belgische Staatsbürgerschaft angenommen. Obwohl er auch auf eine Berufung in die belgische Nationalmannschaft gehofft hatte, stand er 2007 kurz vor einer Berufung in das ghanaische Nationalteam.
Nachdem er sich auch dort mit zehn Saisontoren erfolgreich behaupten konnte, setzte sich sein Aufstieg fort und der Erstligaaufsteiger SV Zulte Waregem holte ihn in die Jupiler League. Mit ihm gewann der Verein 2006 den belgischen Pokal. Daraufhin nahm der Spitzenclub FC Brügge Salou Ibrahim unter Vertrag. Dort konnte er den Pokalsieg sofort wiederholen, allerdings kam der Verein in der Meisterschaft nur auf einen enttäuschenden sechsten Platz und auch er selbst konnte mit nur drei Saisontoren die Erwartungen nicht erfüllen. Das setzte sich in der Saison 2007/08 fort und es wurde zur Winterpause schon ein Wechsel ins Ausland in die Wege geleitet, der in letzter Minute scheiterte. Der kam dann 2008 nach einer durchwachsenen Saison mit 21 meist nur kurzen Einsätzen und zwei Toren.
Im Juli 2008 wechselte der Stürmer wieder nach Deutschland zu Erstligaabsteiger MSV Duisburg, wo er einen Zweijahresvertrag erhielt. Da er sich in Duisburg nicht durchsetzen konnte, ging er in der Winterpause leihweise zum dänischen Erstligisten Vejle BK und wurde nach der Saison fest verpflichtet.
Nachdem er Anfang März 2010 bei einem Probetraining bei den New York Red Bulls überzeugte, wechselte er am 23./24. März zum Verein in die Vereinigten Staaten. Zu seinem Teamdebüt für die US-amerikaner kam er bereits vor seiner Vertragsunterzeichnung am 20. April beim Testspiel und Eröffnungsspiel der neuen Red Bull Arena in Harrison, NJ, als er beim 3:1-Sieg über den FC Santos von Beginn an auf dem Platz stand und in der 67. Spielminute durch John Wolyniec ersetzt wurde. Zu seinem Pflichtspiel- und gleichzeitig Ligadebüt in der Major League Soccer kam der gebürtige Ghanaer am 10. April 2010, als er bei der 0:2-Auswärtsniederlage gegen den CD Chivas USA in der 54. Minute für Seth Stammler ins Spiel kam.
Ab Januar 2012 spielte er dann sechs Monate für den belgischen Erstligisten Oud-Heverlee Löwen. Danach war er bis zu seinem Karriereende 2017 nur noch bei unterklassigen Vereinen aktiv.

## Erfolge
- Belgischer Pokalsieger: 2006, 2007